# Mochizuki Shizuo
Mochizuki Shizuo (jap. 望月 倭夫; * 3. Oktober 1909 in der Präfektur Shizuoka; Todesdatum unbekannt) war ein japanischer Stabhochspringer.
Bei den Internationalen Universitätsspielen 1930 gewann er Silber, und bei den Olympischen Spielen 1932 in Los Angeles wurde er Fünfter.
Seine persönliche Bestleistung von 4,00 m stellte er 1931 auf.